# Деміївська вулиця
Демі́ївська ву́лиця — вулиця в Голосіївському районі міста Києва, місцевість Деміївка. Пролягає від проспекту Валерія Лобановського до Козацької вулиці (її середньої частини).
Прилучаються вулиці Козацька (початок), Професора Буйка, Нікопольська, Ужгородська, Криворізька, Хотівська і Михайла Стельмаха, провулки Деміївський, Бабієнків та Васильківський.

## Історія
Вулиця виникла у 2-й половині XIX століття під назвою Деміївський Яр, з 1920-х років — Червоний Яр. З 1944 року вулиці повернуто назву Деміївський Яр, до неї приєднано Німецький провулок. Сучасна назва — з 1950-х років, від історичної місцевості, через яку вона проходить. До 1978 року Деміївська вулиця була вдвічі коротшою, заходила в тупик поблизу провулку Бурмистенка (нині — Бабієнків провулок). У 1978—1979 роках у зв'язку із забудовою Деміївського житлового масиву вулицю було повністю переплановано.
Назву Деміївська мала у XIX — на початку XX століття також вулиця, що пролягала від залізниці до теперішньої вулиці Володимира Брожка, поблизу теперішніх вулиць Миколи Грінченка та Ізюмської (зникла внаслідок перепланування місцевості).

## Забудова
Вулиця забудовувалася на початку 1980-х років багатоповерховими будинками серій ММ-640, БПС-6, КТ та 96 серії. З парного боку вулиці — приватний сектор селища Ширма.

## Установи та заклади
- Дошкільний навчальний заклад № 131 (буд. № 49)
- Дошкільний навчальний заклад № 41 «Веселка» (буд. № 35-А)